# Georgina Long
Georgina Long, née le 15 novembre 1970 à Sydney en Australie, est une médecin oncologue australienne, spécialiste des essais cliniques et chercheuse translationnelle, et travaille dans le développement de thérapies médicamenteuses. 
Elle reçoit avec un autre chercheur le prix de l'Australien de l'année 2024 décerné par le National Australia Day Council. Elle est aussi dans la liste des 100 Femmes de la BBC en 2024.
Georgina Long est la première femme ainsi que la première Australienne à devenir présidente de la Société pour la recherche sur le mélanome, basée aux États-Unis.

## Jeunesse et formation
Georgina Long a cinq frères et sœurs et grandit dans l'Inner West de Sydney, dans l'État de Nouvelle-Galles du Sud, en Australie. Elle réside et grandit aussi en Europe et en Amérique lorsqu'elle est enfant. Elle termine ses études secondaires en 1988 au Santa Sabina College.
Georgina Long commence à étudier un diplôme combiné de sciences et de droit à l'Université de Sydney, mais a abandonné le droit et a obtenu un double diplôme en mathématiques pures et en chimie en 1993, avant de terminer en 1996 son doctorat en chimie organique, également à l'Université de Sydney,. Elle est chercheuse postdoctorale à l'Institut de recherche Scripps en Californie comme boursière Fulbright, puis retourne en Australie pour entreprendre ses études de médecine, obtenant en 2001 un Bachelor de médicine et de chirurgie,.

## Carrière
Georgina Long est médecin oncologue spécialisée dans le mélanome, le cancer de la peau et des muqueuses. Elle dirige de nombreux essais cliniques, axés sur les thérapies ciblées et l'immuno-oncologie dans le mélanome. Elle est chercheuse principale dans le domaine de la recherche sur la biologie moléculaire du mélanome.
Elle est codirectrice du Melanoma Institute Australia avec le pathologiste Richard Scolyer. Ils font tous les deux partie de l'équipe pionnière dans l'utilisation du traitement d'immunothérapie pour le mélanome, que Georgina Long adapte ensuite au cancer du cerveau lorsque Scolyer en est diagnostiqué en juin 2023,. Il est le premier patient atteint d'un cancer du cerveau au monde à bénéficier d'une immunothérapie combinée préopératoire.
En juin 2024, Georgina Long est élue membre de l'Académie australienne des sciences.

## Prix et distinctions
- Médaille universitaire en chimie organique, Université de Sydney, 1993[13].
- Le New South Wales Cancer Institute lui décerne le prix du meilleur chercheur en cancérologie de l'année 2013[14].
- Le New South Wales Cancer Institute lui décerne le prix Wildfire pour les publications les plus citées, 2014[14].
- Le New South Wales Cancer Institute lui décerne le prix d'excellence en recherche translationnelle sur le cancer, 2017[15].
- Le New South Wales Cancer Institute lui décerne le prix du meilleur chercheur en cancérologie de l'année 2018[16].
- Officier de l'Ordre d'Australie, 2020[17].
- Médaille Ramaciotti pour la recherche biomédicale, 2021[18].
- Médaille de la chercheuse exceptionnelle, Académie australienne des sciences de la santé et de la médecine, 2021[19].
- Le New South Wales Cancer Institute lui décerne le prix Wildfire pour les publications les plus citées, 2021[20].
- Prix Novartis pour la recherche en oncologie contre le cancer, Medical Oncology Group of Australia, 2023[21].
- Australien de l'année 2024[22].
- En décembre 2024, Georgina Long est incluse dans la liste des 100 femmes de la BBC[23].

## Principales publications
- Georgina V Long, Alexander M Menzies, Adnan M Nagrial et Lauren E Haydu, « Prognostic and Clinicopathologic Associations of Oncogenic BRAF in Metastatic Melanoma », Journal of Clinical Oncology, vol. 29, no 10,‎ 2011, p. 1239–1246 (PMID 21343559, DOI 10.1200/JCO.2010.32.4327, lire en ligne)
- Caroline Robert, Georgina V Long, Benjamin Brady et Caroline Dutriaux, « Nivolumab in previously untreated melanoma without BRAF mutation », New England Journal of Medicine, vol. 372, no 4,‎ 2015, p. 320–330 (PMID 25399552, DOI 10.1056/NEJMoa1412082, lire en ligne)
- Caroline Robert, Jacob Schachter, Georgina V Long et Ana Arance, « Pembrolizumab versus Ipilimumab in Advanced Melanoma », The New England Journal of Medicine, vol. 372, no 26,‎ 2015, p. 2521–2532 (PMID 25891173, DOI 10.1056/NEJMoa1503093, lire en ligne)
- Jeffrey E Gershenwald, Richard A Scolyer, Kenneth R Hess et Vernon K Sondak, « Melanoma staging: evidence-based changes in the American Joint Committee on Cancer eighth edition cancer staging manual », CA: A Cancer Journal for Clinicians, vol. 67, no 6,‎ 2017, p. 472–492 (PMID 29028110, PMCID 5978683, DOI 10.3322/caac.21409)
- Georgina V Long, Victoria Atkinson, Serigne Lo et Shahneen Sandhu, « Combination nivolumab and ipilimumab or nivolumab alone in melanoma brain metastases: a multicentre randomised phase 2 study », The Lancet, vol. 19, no 5,‎ 2018, p. 672–681 (PMID 29602646, DOI 10.1016/S1470-2045(18)30139-6, lire en ligne)
- Georgina V Long, « Pan-cancer analysis of whole genomes », Nature, vol. 578, no 7793,‎ 2020, p. 82–93 (PMID 32025007, PMCID 7025898, DOI 10.1038/s41586-020-1969-6, Bibcode 2020Natur.578...82I, lire en ligne)
- Matteo S Carlino, James Larkin et Georgina V Long, « Immune checkpoint inhibitors in melanoma », The Lancet, vol. 398, no 10304,‎ 2021, p. 1002–1014 (PMID 30190854, PMCID 6094677, DOI 10.1016/S0140-6736(21)01206-X)